# Dobre nad Kwisą
Dobre nad Kwisą (niem. Dober-Pause) – wieś w Polsce położona nad Kwisą w województwie lubuskim, w powiecie żagańskim, w gminie Żagań, w Borach Dolnośląskich przy trasie zawieszonej obecnie linii kolejowej Żagań – Nowogrodziec – Lwówek Śląski (przystanek kolejowy Dobre nad Kwisą). 
W latach 1975–1998 miejscowość administracyjnie należała do województwa zielonogórskiego.